# Luis Gerardo Salas García
Luis Gerardo Salas García es un locutor de radio y comunicador mexicano.
Su trabajo ha sido clave en la historia de los medios de comunicación en México y es conocido por la fundación y la dirección de la extinta legendaria estación XHSON-FM Rock 101, que marcó a una generación en México, denominada generación 101 que ha utilizado los dígitos de su frecuencia para identificarse.
Al referirse a los medios sostiene que la radio es mucho más que una simple rockola, es una “idea musical”, una innovación radical donde lo importante “es lo que pasa entre canción y canción, lo demás es música”, tesis que ha propuesto desde sus inicios en el cuadrante radiofónico. Durante su estancia en la radio mexicana se popularizó la frase "Puro total y absoluto Rock n' Roll" en una época en la que la cultura del rock era estigmatizada en los círculos conservadores del país.

## Biografía

### Inicio
Inició en la radiodifusión en 1979 cuando aún era estudiante de Ciencias de la Comunicación en la Universidad Iberoamericana, al ingresar al Núcleo Radio Mil para posteriormente hacerse cargo de Sonomil 101 en 1982.
En 1982, cuando ya la FM comenzaba a despegar como una verdadera opción en la industria del entretenimiento en México llegó a Sonomil Luis Gerardo, quien era sobrino de Guillermo Salas Peyró (Fundador del grupo más importante de la radio en México y creador del concepto de “núcleo” con las estaciones de Radio Mil, fundador además a inicios de los años 60 de la primera estación de FM en México).
Luis Gerardo tuvo el ánimo de hacer algo similar cuando entró a trabajar a Radio Mil, tenía la intención de hacer algo que fuera entretenido, divertido, vivo, despierto, un poco más inteligente y dinámico de lo que él y otras personas escuchaban que estaba pasando, además de las buenas propuestas que había a fines de la década de 1970 en la banda de Amplitud Modulada en la Ciudad de México como: Radio Éxitos, La Pantera, Radio Capital, Radio Mil, Radio Centro, Radio Educación o la misma Radio UNAM.
Estas estaciones eran unas muy buenas propuestas, y como se ha dicho contaban con programas muy imaginativos; donde los locutores eran más activos que en otras radiodifusoras en aquel momento y había un mayor balance entre la música y la publicidad (en cuanto a las estaciones comerciales se refiere).
Su curiosidad y entusiasmo por la radio desde muy joven, al escuchar conceptos radiofónicos en el extranjero y en México lo impulsó a trabajar en un nuevo concepto como asistente de programación musical en el Núcleo Radio Mil con Sergio Rod y en enero de 1984 al desaparecer Sonomil 101 lanzó Proyecto 101, como un formato que sirviera de transición entre el proyecto anterior y el subsecuente.
Meses después -específicamente el 1 de junio de 1984- fundó con Federico Lira el concepto de radio Rock 101, estación que revolucionó a la radio juvenil en México con creatividad, talento, espontaneidad, buena música y de preferencia no comercial, pero, sobre todo, con el rescate del lenguaje radiofónico y sus ingeniosos promocionales. El proyecto inició con la participación de Jorge García Moreno y Federico Lira en sus primeros años. Inmediatamente después se integran de manera espontánea Jaime Pontones y Lynn Fainchtein, considerados también pilares de la estación en la década de 1980.

### El proyecto radiofónico
El concepto radiofónico a desarrollar necesitaba de personas jóvenes y creativas con grandes inquietudes, capaces de generar gran aceptación e interés en los contenidos a difundir.
Un ejemplo es Jaime Pontones, quien se desempeñaba como profesor de servicio social de Luis Gerardo, quien recuerda que mucho tiempo platicaba de música, y muy en especial de Bob Dylan. Un día, Luis Gerardo le comentó de la existencia de su primer programa piloto exitoso en Proyecto 101, Sonorock; invitación en la que gustosamente Jaime aceptaría colaborar para posteriormente ser una de las voces con propuesta que el auditorio de Rock 101 jamás olvidaría.
Los locutores que desde un principio participaron en la estación fueron aparte de Jaime Pontones - quien fue contratado al poco tiempo de hacer el programa de Bob Dylan- en 1984; fueron Jordi Soler, colaborador desde 1986; y Lynn Fainchtein, egresada de la facultad de Psicología de la UNAM, quien ingresó como asistente de Luis Gerardo en 1985. Por supuesto Iñaki Manero y Dominique Peralta entraron en 1991.
Además de que el equipo ofreció interacción con sus radioescuchas y fueron pioneros en la organización de los primeros conciertos internacionales de rock en la Ciudad de México: Miguel Ríos, Cheap Trick, Charly García y The Mission U. K., entre muchos otros.
“El 29 de abril de 1988 produjimos el concierto de Miguel Ríos en la Plaza México ante más de 40 mil espectadores, que empapados, participamos impresionantemente en el concierto de rock más grande que se había hecho hasta ese entonces en esta ciudad”.
Todo el mundo que escuchaba Rock 101 se daba cuenta de que la estaba haciendo gente que realmente sentía el rock, que era algo de lo que sabía y que disfrutaba, incluso se transmitía a través de los mismos locutores; el mismo Luis Gerardo Salas quien fue la cabeza del proyecto definía a la estación de una manera muy sencilla:
“La estación era más bien un perfil desde el punto de vista musical, como cuando tú invitas un cuate a tu casa y le dices: oye nomás este disco que compré, y dices ¡oye qué buena rola!, era lo mismo, exactamente lo mismo”.

### La idea musical
La idea básica de la nueva estación consistió en tres aspectos básicos: presentación de viñetas en torno del tema musical, programación de grupos de rock que esporádicamente o nunca habían sido escuchados en la radio mexicana, y la utilización de un lenguaje coloquial. Además se buscó algo mucho más abstracto que era desmitificar la idea de que el rock necesariamente está asociado con las drogas, el sexo y la rebeldía sin
fundamento.
El Núcleo Radio Mil argumentó en ese momento el concepto radiofónico que se había creado era diferente. Se estaba intentando un acercamiento más personal con el auditorio a través de un lenguaje fundamentalmente joven, coloquial, cotidiano, considerando a la gente que disfrutaba de las transmisiones como gente que tenía sed de saber, de disfrutar y también de aportar. Sobre esta base, que fue la esencia de Rock 101, se abarcó todos los aspectos posibles que atañen al rock, entendido éste, no solo como género musical, sino como concepto.
"De esta manera, nuestra estación trabaja por un lado, con una programación grabada, con una línea musical que oscila entre el pop y el new wave, con todas sus derivaciones. Cada canción lleva su respectiva presentación (viñeta), donde se dice el nombre del álbum del que se extrae, el año de producción y, regularmente, algún comentario crítico que refleja la postura de la estación.
Una característica peculiar en el formato de la programación era la inclusión de una gran catálogo de rock, con temas que van desde los más clásicos hasta aquellos que poco se conocieron en México pero que son de gran calidad. A esta sección de la programación le llamaron Idea musical".

### El fin del proyecto
Luego de transformar los formatos radiofónicos en materia de emisoras musicales para la audiencia joven, Luis Gerardo dejó la estación -con su grupo de colaboradores más cercanos, por diferencias creativas y comerciales con la dirección del NRM- en febrero de 1994 y dos años después terminó el ciclo del “concepto rockcientoúnico” con el cierre de Rock 101.
Al entrar una nueva directiva al Núcleo Radio Mil encabezada por Roberto Ordorica en noviembre de 1993 llegaron nuevas ideas y conceptos propios, que diferían con el propio concepto que Rock 101 planteó desde su inicio.
También hubo falta de presupuesto, esto coincidió con una crisis económica en todas las compañías, (previa a la del 95). "Hubo falta de apoyo para lo que nosotros hacíamos y de repente solo llegó el momento en que se quedaron tres o cuatro personas trabajando en Rock 101, lo que ocasionó que en muy poco tiempo el mantenimiento de la estación fuera insostenible, no había manera de que tres personas hicieran todos los programas a los que la gente estaba acostumbrada."
El equipo de locutores que colaboró en el proyecto radiofónico llegó a más de 25 personas. Según menciona el propio Luis, ninguno era considerado así mismo como 'roquero', y muchos de ellos propusieron su propio programa y escribieron los guiones.
Toda la gente que hizo programas en Rock 101, sin excepción, fue público común y corriente que llegó con una buena idea y la desarrolló, Luis Gerardo jamás invitó a los intelectuales o a los críticos de rock, y atribuye a ese hecho el
que recibiera todos esos ataques, pero de una cosa si estaba seguro, él no quería caer en los viejos vicios:
“No, yo no quería eso, a mí lo que me encantaba era cuando alguien me hablaba y me decía: oye, estoy escuchando el programa que estas haciendo del 67 y tienes el disco de fulano de tal, fíjate que yo tengo una copia que habla de esto y de esto -ah, y en lo que tú le decías- pues fíjate que esa edición que tú tienes es esta, ¡ah pues yo la compré!, ¡ah pues qué buena onda!... Era un diálogo entre cuates, es igual de importante lo que tú sabes desde afuera que lo que yo acá dentro, y esa siempre fue mi posición; cosa que intelectuales y críticos no me perdonaron.”

### Trabajo posterior
Después de dos años de silencio radiofónico, se incorporó como locutor y director de programación de WFM (evento que coincide con algunos días de diferencia con el cierre de Rock 101), donde estuvo algunos meses dentro del equipo de Martín Hernández y donde se escuchaba un promo con la voz del locutor que decía: "Mi estación ha muerto porque mi estación va a nacer". Después regresó a NRM como director de 100 (punto) Nueva Era, estación donde inició la transmisión de música electrónica de vanguardia y experimental.En 1994 y hasta principios de 1996 colaboró en la recién privatizada TV Azteca, antes Imevision, donde diseñó la programación y el logotipo de canal 7(mismo que sigue a hasta nuestros días) y en 1998 se integró a Canal 40 CNI (Canal de Noticias e Información) propiedad de la extinta empresa TVM (Televisora del Valle de México) donde creó los programas "Aullido" y "Todos Hablan", solo permaneció 4 meses, su salida se debió a que, palabra dichas por el propio Luis Gerardo Salas:"No pagaban".
Desde 1999 hasta 2002, Luis Gerardo asume la dirección de lo que antes fue WFM, estación que transformó en W Radical, con un formato basado en las nuevas tendencias auditivas marcadas por la música electrónica, mediante un concepto que denominó como “radio retrofutura”.
El silencio radiofónico continúa hasta junio de 2009 que se festejan los 25 años de Rock 101 por la estación Ibero 90.9 y por la estación RMX del Grupo Imagen en la Cd. de México, a partir de entonces, ofrece una serie de entrevistas donde se pregunta si existirá alguna continuación del proyecto tan trascendente como aquel iniciado en los años 80, misma pregunta que se había hecho años atrás con la negativa del propio Luis, sin embargo, en esta ocasión se declara con mucha reserva que si existiría tal posibilidad y que ocurriría en menos de un año. Finalmente el proyecto se concreta como una estación por internet www.101.com.mx (antiguo dominio) que comienza transmisiones el 26 de enero de 2010 y a partir del 4 de febrero con las voces de Dominique Peralta, Abel Membrillo, Vicente Solís y Jorge García Negrete. Posteriormente con el cambio de dominio a www.r101ck.mx y nuevos locutores.

### Las palabras del comunicador
"Pensar en ese medio como fenómeno de soledad compartida; que la música es la protagonista, no los locutores, y sorprender permanentemente, fueron algunos de los principios: La imaginación y el respeto, el primero es uno de los atributos humanos más valiosos, difícil de alcanzar, y bellísimo cuando logras comunicarte a través de él. Y puedes ser imaginativo mientras respetes el nivel intelectual de tus escuchas, no lo menosprecies. No importa qué medio uses, sino en qué medida despiertes el asombro, cuánto respetes a tu auditorio. Eso seguirá generando vínculos, comunidades…"